# Craibia simplex
Craibia simplex är en ärtväxtart som beskrevs av Stephen Troyte Dunn. Craibia simplex ingår i släktet Craibia, och familjen ärtväxter. Inga underarter finns listade i Catalogue of Life.